# Friedrich Springorum (Kunsthistoriker)
Friedrich Springorum (* 1. Januar 1902 in Essen; † 4. März 1971 in München) war ein deutscher Kunsthistoriker, Bildjournalist und Autor.

## Leben
Friedrich Springorum studierte in Heidelberg und München Literatur und Kunstgeschichte und schloss sein Studium mit der Promotion in Philosophie ab. Ab den 1920er Jahren lebte er in München.
Im Zweiten Weltkrieg war er Bildberichter bei der Propaganda-Ersatz-Abteilung (Potsdam) und der Propagandakompanie 695 mit Einsätzen in den Niederlanden und Frankreich, zuletzt im Rang eines „Sonderführers“. Im Jahr 1944 diente er bei der Flak-Ersatz-Abteilung 2.
Verheiratet war er mit Klara von Ow.

## Schriften
- Ein menschlich Land, Callwey, München 1942
- Bayerische Augenweide, Signaturen einer Landschaft, Prestel, München 1950
- (Hrsg.): Europäische Landschaften: eine Einladung zum Reisen. Prestel, München 1952 (DNB 454803656)
- Kleine europäische Literaturgeschichte für Feinschmecker: Vorworte, Widmungen, Nachworte. Verlag Pohl, 1956[2]
- Leibhaftiges Bayern, Prestel, München 1960
- Mallorca, Berne: Kümmerly & Frey, 1960
- Mit dem Auto wandern, 1968, Südwest-Bibliothek Band 4.[3]